# ジョヴァンニ・ペッテネッラ
ジョヴァンニ・ペッテネッラ（Giovanni Pettenella、1943年3月28日 - 2010年2月20日）は、イタリア、カプリーノ・ヴェロネーゼ出身の元自転車競技（トラックレース）選手。
1964年の東京オリンピック、スクラッチ（現 スプリント）で金メダル、1000mタイムトライアルで銀メダルを獲得した。
翌1965年にプロ転向。1968年の世界選手権・プロスプリントで3位に入った。
2010年2月20日、ミラノで死去。

## エピソード
- 1994年発売のゲームソフト『MOTHER2 ギーグの逆襲』に、当人を模したペテネラ・ジョバンニなる人物が登場する。これは、同ソフトの製作者である糸井重里が東京オリンピックの際に名前を聞いて強く印象に残っていたことがきっかけとなっている[1]。